# Sany
Sany Heavy Industry Co., Ltd. eller sany er en kinesisk multinational producent af tungt udstyr med hovedkvarter i Changsha, Hunan. Virksomheden blev etableret i 1989 af Liang Wengen, som er Sanys primære ejer.
Sanys produkter omfatter entreprenørmaskiner, kraner og andre tunge maskiner.
De har produktionsfaciliteter i Australien, Belarus, Brasilien, Canada, Tyskland, Indien, Indonesien, Kasakhstan, Rusland, Ukraine og USA. De har ca. 90.000 ansatte.

## referencer
1. ↑  KHL Group. International Construction's Yellow Table 2012
2. ↑  {China Construction Machinery Business Online. Sany enters into FT Global 500 becoming first in Chinese Construction Machinery Industry Arkiveret 4. maj 2021 hos  Wayback Machine
3. ↑  Forbes magazine. Forbes Magazine's List of Billionaires: #113 Liang Wengen
4. ↑  (engelsk) Bloomberg. Sany eyes plants in 10 countries as China digger sales slow
5. ↑  (engelsk) Sany Group website. Corporate Overview Arkiveret 2. april 2017 hos  Wayback Machine